# Surtido
Se le llama surtido al conjunto de artículos que un establecimiento comercial ofrece a la venta. Se refiere a la variedad de artículos presentes en la sala de ventas, no a la cantidad de un producto en concreto. 

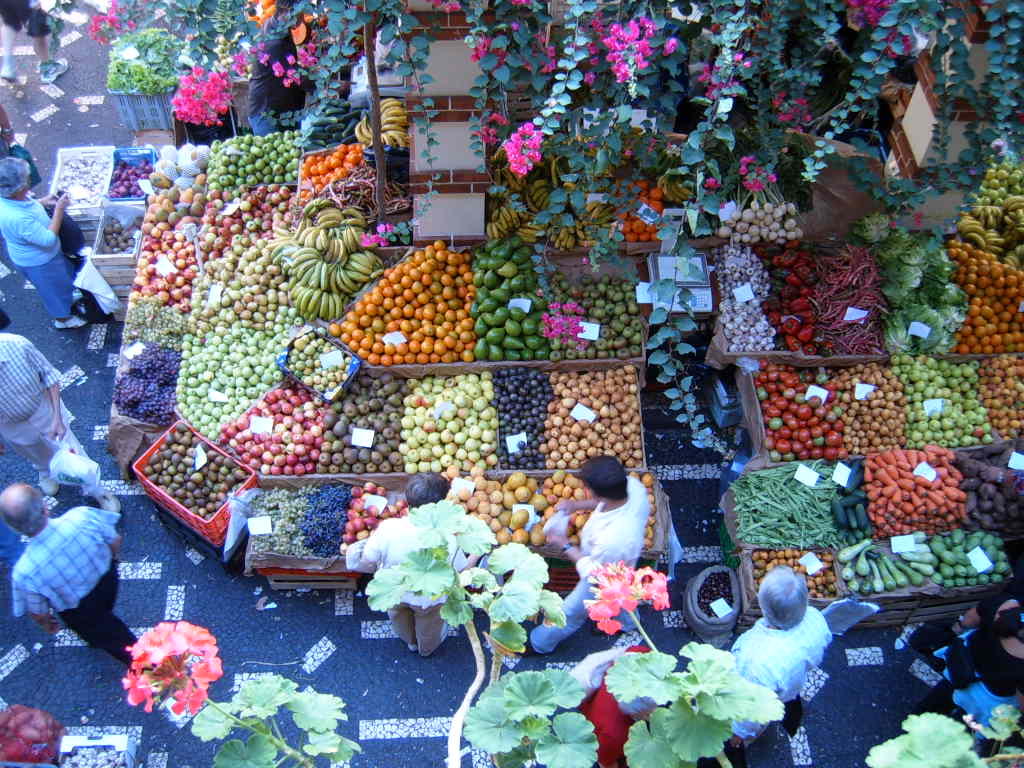
Surtido de frutas y verduras en el «Mercado dos Lavradores» de Funchal, Madeira (Portugal).

Los minoristas y otras empresas de distribución utilizan la palabra «surtido»; mientras que las empresas industriales o fabricantes usan el vocablo «gama» para referirse a la colección de productos presentes en su catálogo comercial.
El surtido se define de acuerdo con el tipo de público al que está orientado el establecimiento. Los objetivos básicos del surtido son satisfacer las necesidades de los consumidores y rentabilizar al máximo el punto de venta.

## Estructura
El surtido se estructura en niveles. Estos niveles varían con el tipo de establecimiento. Los comercios más pequeños tienen solamente tres niveles; mientras que los más grandes establecen todos los niveles que necesitan para la gestión rentable del surtido. De forma genérica, pueden ser:
1. Departamentos o unidades de negocio independientes entre sí.
2. Secciones.Dentro de una sección que recopila productos con una serie de características comunes hay muchos productos que podríamos diferenciar.
3. Subsecciones.
4. Familias o conjunto de artículos que responden a una misma necesidad del consumidor final.
5. Subfamilias.
6. Artículos (también llamados productos) o nombres comunes.
7. Referencias o unidad de venta (una presentación, medida, tamaño... concreta)

## Características
- Amplitud. Refleja el número de familias de productos diferentes que se ofrecen al consumidor. El surtido puede ser amplio o estrecho.
- Profundidad. Indica el número de productos diferentes que se ofertan dentro de cada una de las familias. El surtido puede ser profundo o poco profundo.
- Coherencia. Muestra la homogeneidad del surtido en el sentido de artículos complementarios o relacionados entre sí.

Un surtido amplio (o ancho) y profundo se da en aquellos puntos de venta que quieren satisfacer ampliamente gran variedad de necesidades; se compone de muchas familias y muchas referencias dentro de cada familia: «casi de todo». Es típico de supermercados, grandes superficies, grandes almacenes e hipermercados.
Un surtido amplio (o ancho) y poco profundo aparece en autoservicios, tiendas de conveniencia, tiendas de todo a 100 y tiendas descuento; tienen muchas familias, pero poca variedad de artículos dentro de cada familia: «un poco de todo».
Un surtido estrecho y profundo es el que ofrece una tienda especializada; ya que presenta una amplia variedad de productos para unas familias determinadas: perfumerías, tiendas de electrodomésticos, etc.
Por último, un surtido estrecho y poco profundo consta de pocas familias y pocas referencias; como ocurre en los concesionarios de automóviles, los puestos de venta ambulante, las tiendas tradicionales...

## Construcción del surtido
El comerciante debe tener en cuenta varios factores a la hora de definir el surtido que quiere ofrecer en su tienda:
1. Productos que tienen éxito en la zona en función del público existente: edad, nivel socioeconómico, etc.
2. Productos que oferta la competencia. Sirve de orientación sobre los productos a ofrecer y también para no entrar en colisión con ella.
3. Espacio disponible en tienda. Determinará la amplitud y profundidad del surtido a ofertar.

A la hora de elegir las referencias, se debe ofertar un mínimo de familias para que el consumidor tenga opción de escoger. Cada producto tiene que disponer además de un espacio mínimo en el lineal para que el cliente lo perciba cuando pasa con el carrito. 
Los tipos de productos entre los que hay que elegir son los siguientes:
- Productos líderes. Son marcas conocidas por el público con una buena imagen y que han sido fuertemente publicitadas en los medios de comunicación.
- Productos de segunda firma. También son conocidos y tienen una buena reputación entre los consumidores.
- Productos locales. Son poco conocidos pero de buena calidad. Suelen estar compuestos por marcas regionales que dan cuerpo al surtido.
- Productos de marca blanca. Son los artículos con la marca de la distribución; tienen calidad uniforme y menor precio que los líderes.
- Productos de primer precio. Tienen los precios más bajos del mercado y aunque tienen un margen limitado, constituyen un buen reclamo de ventas para los consumidores.